# Barleria obtusa
Espèce
Classification APG III (2009)
Barleria obtusa est une espèce de plantes à fleurs du genre Barleria de la famille des Acanthaceae originaire d'Afrique australe.

## Description
Sa description en latin fut faite pour la première fois par Christian Gottfried Daniel Nees von Esenbeck en 1841 dans la revue "Linnaea", volume 15, page 358, publiée par Diederich Franz Leonhard von Schlechtendal.

## Répartition et habitat
Elle pousse à l’état naturel en lisière de forêt des régions de régime pluvieux d’été, en Afrique australe.

## Utilisation

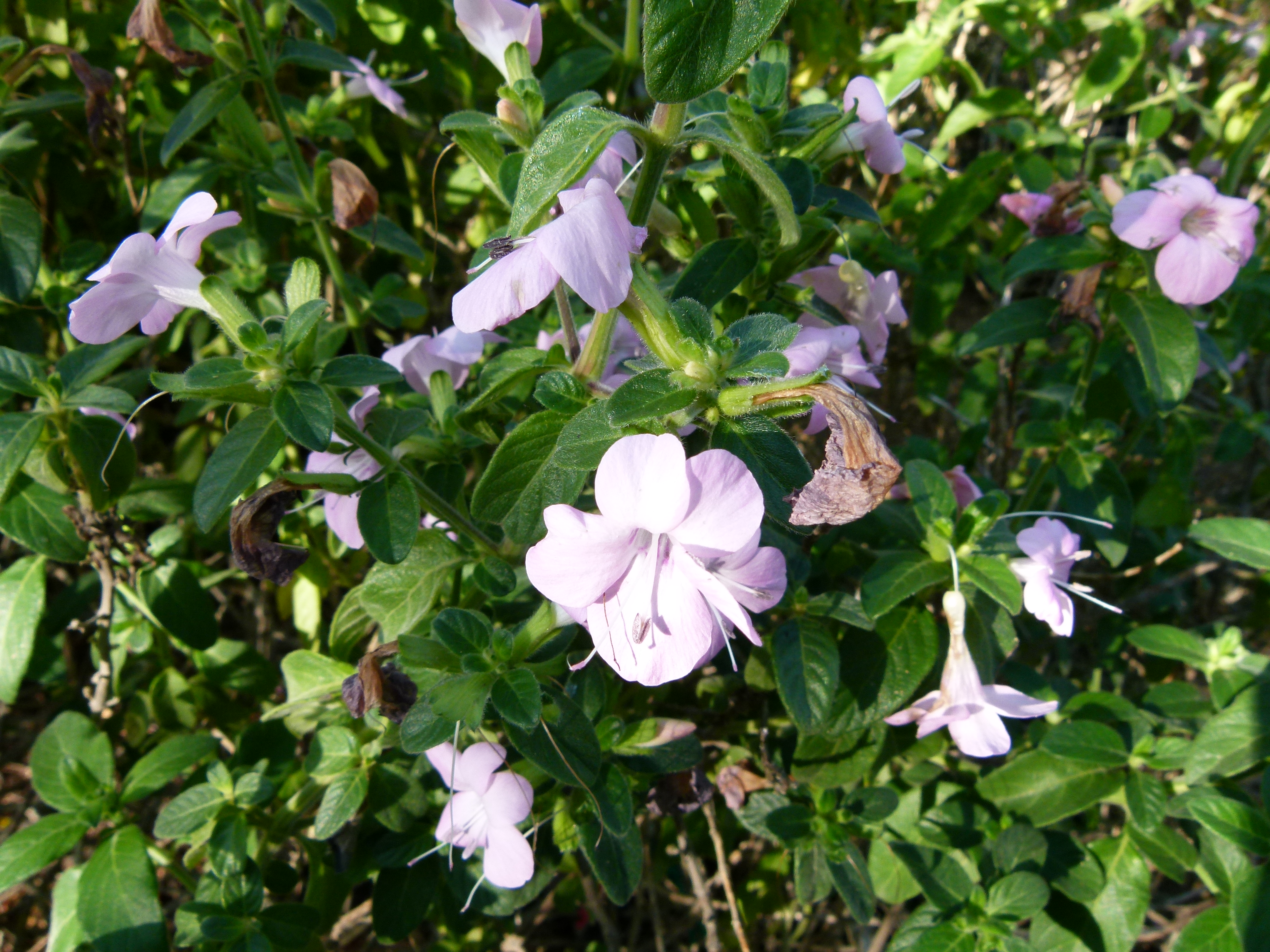
Barleria obtusa dans le jardin botanique de Barcelone.

Elle est extensivement cultivée comme buisson décoratif de jardin.
En Afrique tropicale, les feuilles sont cuites comme légumes et la plante est utilisée à des fins médicinales.

## Synonymes
- Barleria diandra Hochst. & Steud. ex Nees [Invalid] , 1847
- Barleria uitenagensis Hochst. ex Nees , 1847